# Ajacuba (kommun)
Ajacuba är en kommun i Mexiko.   Den ligger i delstaten Hidalgo, i den sydöstra delen av landet, 80 km norr om huvudstaden Mexico City. Antalet invånare är 16 111.
Följande samhällen finns i Ajacuba:
- Ajacuba
- San Nicolás Tecomatlán
- El Gorrión
- Barrio el Rincón Sur